# Bartali
Moto Gino Bartali en Bartali zijn Italiaanse historische merken van motorfietsen.
De bedrijfsnaam was: Mototecnica Dell'Italia Centrale, Firenze.
Wielrenner Gino Bartali begon al voor het einde van zijn carrière fietsen en later ook motorfietsen te produceren. Rond 1953 verscheen het eerste model met een 160cc-FBM-tweetaktmotor en vier versnellingen. In 1955 volgde een licht gewijzigde sportversie van deze motorfiets, maar ook de 160cc Bartali Marziano, die als racemotor voor de in Italië populaire lange-afstandsraces was bedoeld. Naast de Sport en de Marziano kwam in 1956 een 48cc-bromfiets op de markt, in toer- en sportversie. In dat jaar kwam ook een 175cc-viertaktmotor met vier versnellingen. Die machine leverde 11 pk en was ook uiterst sportief vormgegeven. In 1957 volgden twee 125cc-modellen, ook weer in toer- en sportversie. In 1958 bestond het aanbod uit de 160 Sport, de 160 Lusso en de 160 Marziano, maar ook de Turismo en Sport bromfietsen. Het 175cc-model was verdwenen om plaats te maken voor een 160cc-crossmotor. In 1959 verscheen een nieuw 125cc-model, de Gabbianio, met een plaatframe en een motor met liggende cilinder.
Al met al waren de motorfietsen van Bartali degelijk geconstrueerde, vlotte machines. Toch eindigde de productie in 1961.